# Paul Masson (écrivain)
Pour les articles homonymes, voir Masson et Paul Masson.
Paul Masson dit Lemice-Terrieux, né le 14 juillet 1849 à Strasbourg, dans le département du Bas-Rhin, et mort le 31 octobre 1896  dans la même ville, est un avocat, magistrat, écrivain  et mystificateur français.
Après avoir occupé différents postes dans la magistrature, notamment dans les colonies françaises, il travaille dans la presse où il côtoie Henri Mazel, Georges Fourest, Willy et Colette dont il est un grand ami. 
Il se lance dans une carrière de mystificateur après avoir pris la mesure de la puissance de la presse et de l'opinion publique. Il en profite pour mystifier les personnalités du monde politique, de la bourgeoisie parisienne et de la presse de la fin du XIXe siècle. Ses victimes furent entre autres Jules Grévy, Pierre Loti, Émile Zola, Paul Thureau-Dangin, Georges Boulanger, Philippe d'Orléans et Otto von Bismarck. 

## Biographie

### Origines familiale
Paul Masson naît le 14 juillet 1849 à Strasbourg au 6 place des grandes boucheries. Il est le fils d'Auguste Masson (1814-1896), négociant et de Caroline Hagenbourger (1822-1902),. Il a deux frères, Charles-Auguste (1846-1901) et Lucien (1852-1911). Il opte pour la nationalité française le 31 juillet 1872.

### Formation et études
Il est formé au collège jésuite de l'Abbaye Saint-Clément de Metz, étudiant en droit à Nancy en 1872, il obtient un certificat de la faculté de droit de Paris, premier examen de doctorat passé avec succès,.

### Magistrature

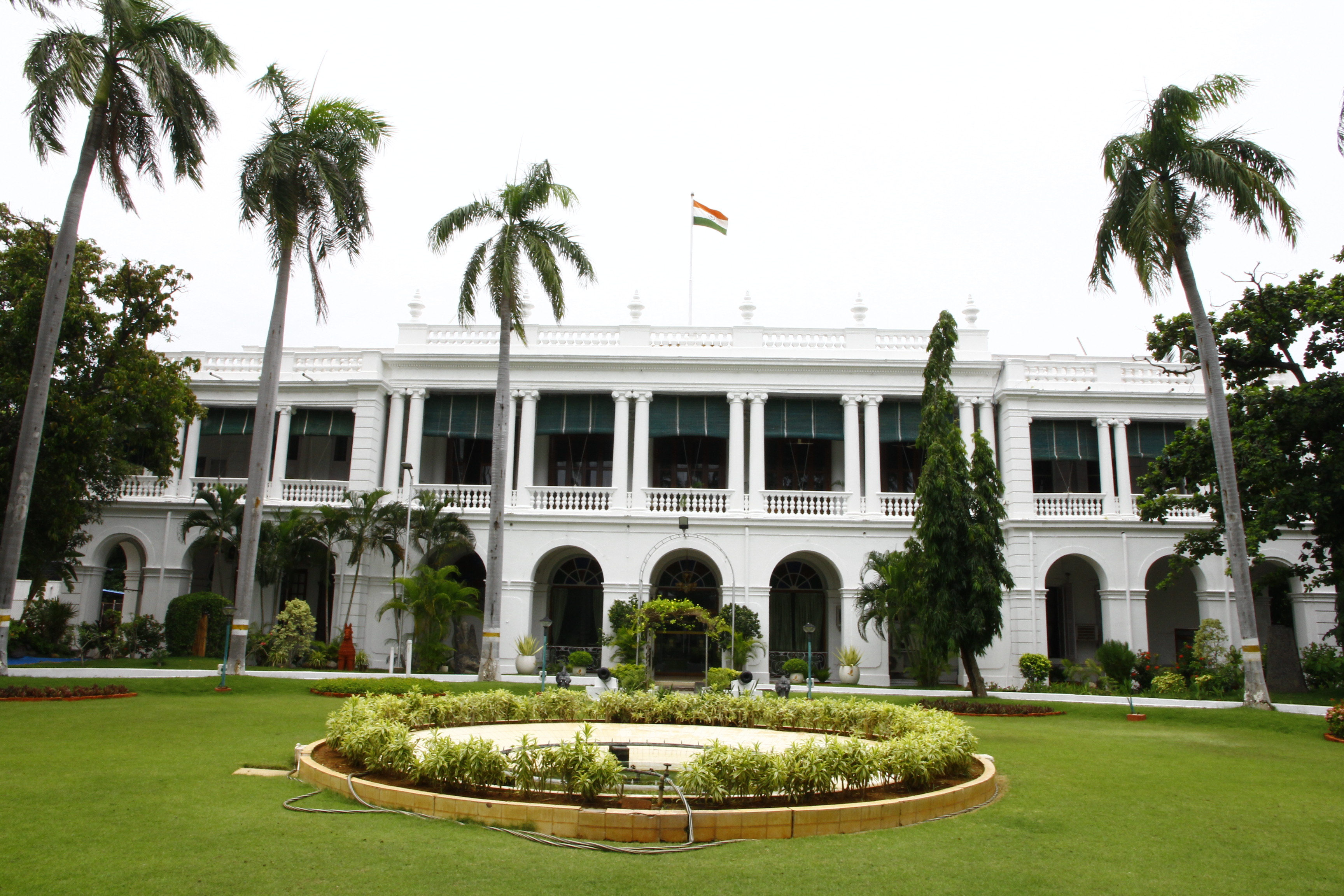
Raj Niwas, ancien palais des gouverneurs français de Pondichéry.

Il s'établit comme avocat à Vesoul. En 1875, au palais de justice de Besançon, il plaide la cause d'un cordonnier alsacien accusé de vol qualifié et avec conviction, il obtient l’acquittement. Le président des assises, Henri Alviset, membre du parti Bonapartiste en éprouve un tel dépit, qu'il succombe le lendemain matin, d'une attaque d'apoplexie,,. La même année, il est attaché au parquet du procureur général d'Alger, puis nommé le 10 mars 1877, juge suppléant à Bône. Il devient juge d'instruction à Tlemcen le 27 février 1880. Il se distingue à la cour d'assise d'Oran, lors d’un procès de concussion dans lequel se trouvent mêlés l'ancien sous-préfet de Tlemcen, George Gobron et quatre employés de la sous-préfecture,.
Il est procureur de la république à Saint-Louis du Sénégal en janvier 1880 en remplacement de Louis Saint-Germain-Partarrieu puis est remplacé par Maurice Caperon en avril pour être muté à Chandernagor en Inde comme président du tribunal où il a aussi des fonctions de juge. Il embarque le 18 avril de Marseille à bord du paquebot Sindh des Messageries maritimes pour rejoindre Pondichéry. Pour se venger de cette affectation qu’il n’a pas choisie, il applique de manière expéditive la peine maximale à tous les infortunés justiciables qui comparaissent devant lui. Cette même année, il organise un canular, en effet le Figaro du 27 août 1880 publie la lettre d’un correspondant, Joseph de Rozario, propriétaire, qui fait le récit de l’expulsion des Jésuites de Chandernagor. Le gouvernement de Jules Grévy, par ailleurs à l’origine des décrets du 29 mars 1880, ordonnant la dissolution des congrégations, ne put que s’émouvoir des traitements humiliants décrits par le correspondant, jusqu’à ce qu’on s’avise qu’il n’y avait plus un seul jésuite dans l’Inde française depuis le XVIIIe siècle. Pour retrouver l'auteur de la lettre, une enquête est diligentée, et naturellement confiée à Paul Masson, lui-même l'auteur de la supercherie. Il va jusqu'à enquêter de longs mois sur ses propres turpitudes et après de multiples voyages en Inde, il remet en décembre, un rapport affirmant que tout cela est une supercherie.
Le 26 décembre 1880, il est muté à Pondichéry et remplace Victor Sourd comme procureur de la république sous le mandat de Théodore Drouhet où il continue ses frasques comme d'entrer dans son bureau du palais de Pondichéry dans une charrette indoue tirée par des buffles. Il utilise les condamnés à l’arrosage des jardins du tribunal de Pondichéry et occupe son temps libre à faire l’appel des noms et prénoms interminables des élèves indigènes. En décembre 1881, lui est accordé un congé de trois mois pour participer à un colloque et en profite pour visiter successivement Ceylan, l’Égypte, la Sicile. Il ne doit qu’à l’intervention d’un ami député de n’être pas purement et simplement remercié à son arrivée tardive. Il est remplacé le 9 mars 1882 et quitte la colonie mais est démis de ses fonctions de procureur le 15 juin et est remplacé par Paul Mondot. Pendant ces deux ans en Inde, il se livre aussi entre deux audiences hebdomadaires, à des expériences sur le croisement des singes et de l’espèce humaine et est initié aux mystères d'une secte à Lahore dont il gardera le pseudonyme Le Yoghi.
Il est procureur de la république du tribunal de première instance de Guelma le 31 décembre 1882 puis est muté le 27 mars 1883 à Tunis où il est substitut du procureur de la république et où il a l’occasion de rencontrer le général Boulanger, commandant de la division d’occupation. Le bey de Tunis, Ali III Bey, lui remet la cravate de commandeur du Nicham Iftikar. 
Il démissionne le 28 juin 1884. Après cette date, il s'installe à Meudon dans le quartier de Bellevue, où il achète une villa en haut de l'avenue Mélanie dont il parsème le jardin de plantes vénéneuses et carnivores et installe dans la villa, ses bibelots hindous et des tapis d'Orient. Il a pour voisin Jules-Arsène Garnier. La villa est occupée par Henri Maréchal puis vendu en juin 1887 à Henri d'Adler, chancelier du consulat général de Russie à Paris. Il loue aussi à Paris un pied-à-terre boulevard Saint-Michel.

### Début dans la presse

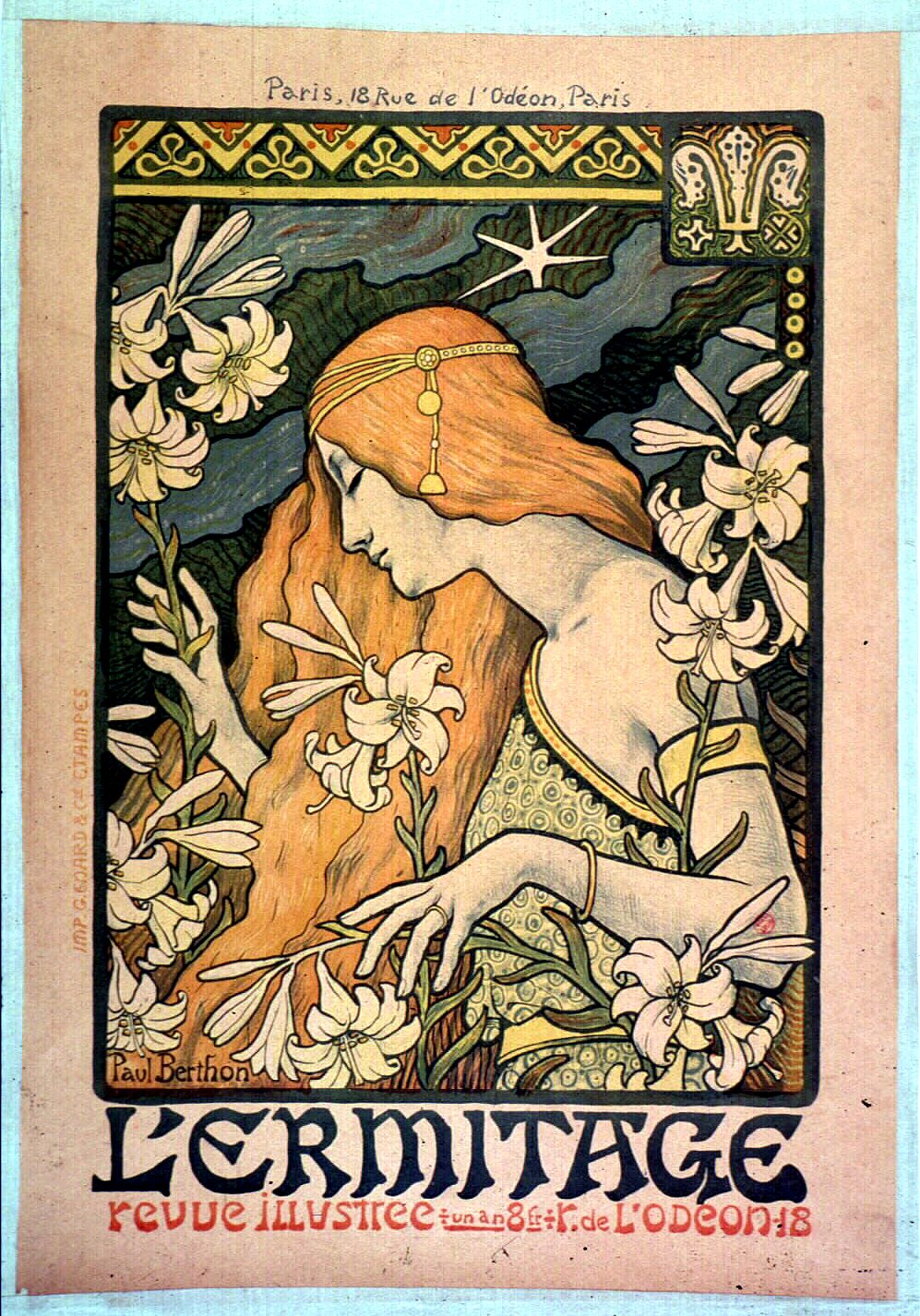
L'Ermitage, revue mensuelle de littérature.

Entre mai 1889 et avril 1895, il collabore à L'Intermédiaire des chercheurs et curieux, sous la forme de petites énigmes posées à la sagacité des lecteurs. Il inaugure en 1890 pour la revue Art et Critique avec l'aide de Willy, une rubrique À travers la presse qu'il poursuit dans L'Ermitage où il se trouve très lié à son fondateur, Henri Mazel. Il travaille à La Plume où il devient l'ami du jeune Georges Fourest, qui, plus tard, lui dédiera La Négresse blonde en 1909. Il participe aux soirées que la revue La Plume organise au Caveau du Soleil d'or, place Saint-Michel, avec son ami Willy. Dans toutes ces revues, il signe  Trissotin ou Le Yoghi. Il devient l'ami de Colette en 1888.

### Bibliothèque nationale de France

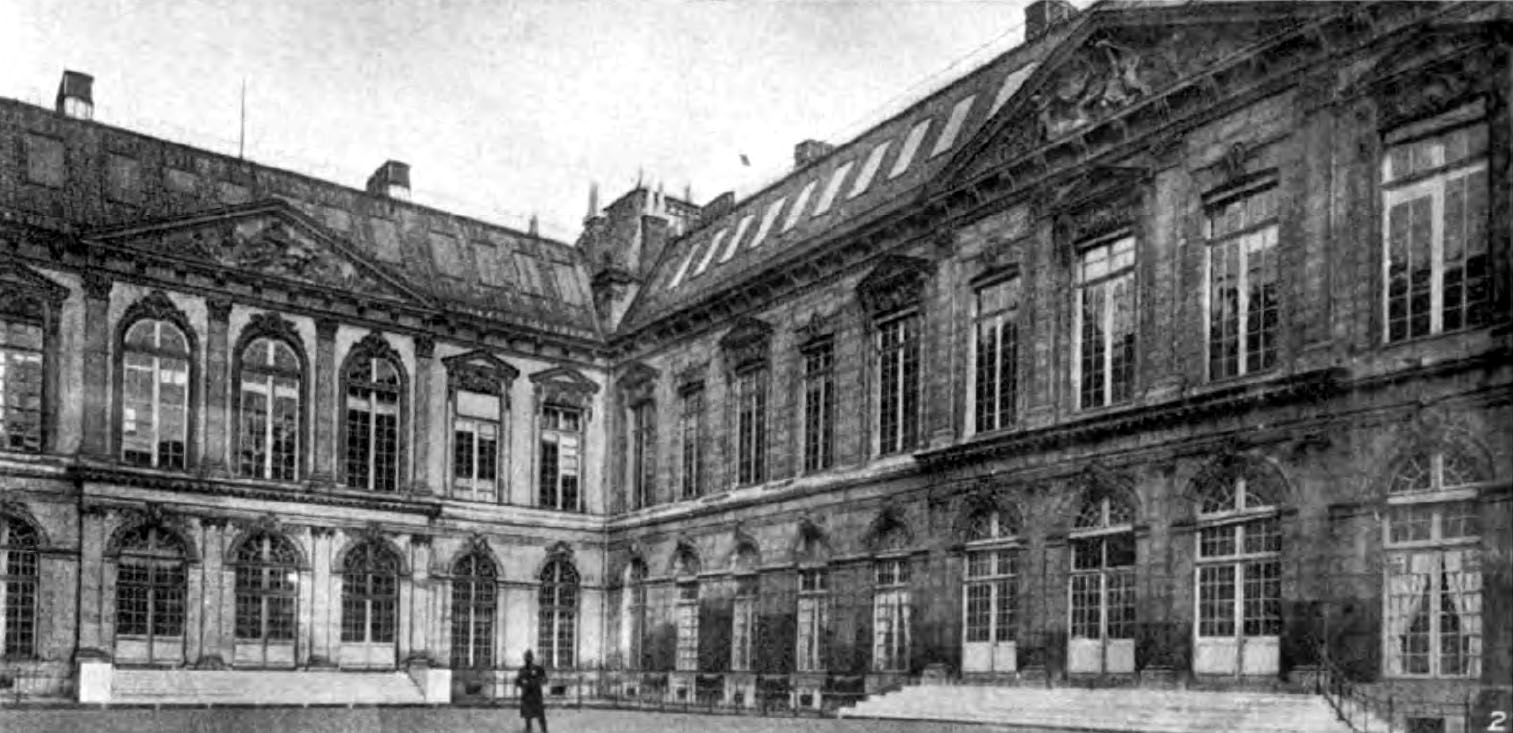
Bibliothèque nationale de France, Cour d'honneur, Paris.

À partir du 27 janvier 1890, il travaille comme chargé du catalogue au sein de la Bibliothèque nationale de France. Deux lettres de recommandation envoyées à Léopold Delisle sont venues appuyer sa candidature à la Bibliothèque nationale de France, l’une d’Ary Renan, qui présente Paul Masson comme un esprit érudit et un curieux, au vieux sens du mot et l’autre de Lucien Faucou qui recommande Paul Masson comme l’un de ses meilleurs collaborateurs de l’Intermédiaire des chercheurs et curieux. Il publie en 1890, Nouvelle à la main, recueil de manuscrit qu'il fournit à la presse entre 1889 et 1890. 
Il compte parmi ses amis, les peintres Jules Garnier, Jean-Louis Forain et Curnonsky. Il fait la connaissance de Remy de Gourmont à la Bibliothèque nationale de France, qu'il aide pour le cardinalat.
Commence l'écriture de son premier ouvrage, la Fantaisie mnémonique sur le salon de 1890 qui sortira en 1891 et doivent suivre en préparation Essai sur les bibliothèques des Mérovingiens, Recherches sur les peintres aveugles, Dictionnaire fantaisiste, Dictionnaire des combles, Dictionnaire des diminutifs, Dictionnaire des idées reçues et des locutions toutes faites, Dictionnaire des périphrases, Dictionnaire des fromages, Les Comiques involontaires, Sarceyana, Tacitiana, Nouvelliana, Vie des principaux peintres aveugles, Traité de l'immortalité de l'âme des violons, Dictionnaire des poètes mort de faim et Pensées d’un Yoghi. Les Pensées d’un Yoghi sortiront anonymement en 1896 et les autres feront l'objet de titre  de notices de faux ouvrages à la Bibliothèque nationale de France.

### Lemice-Terrieux

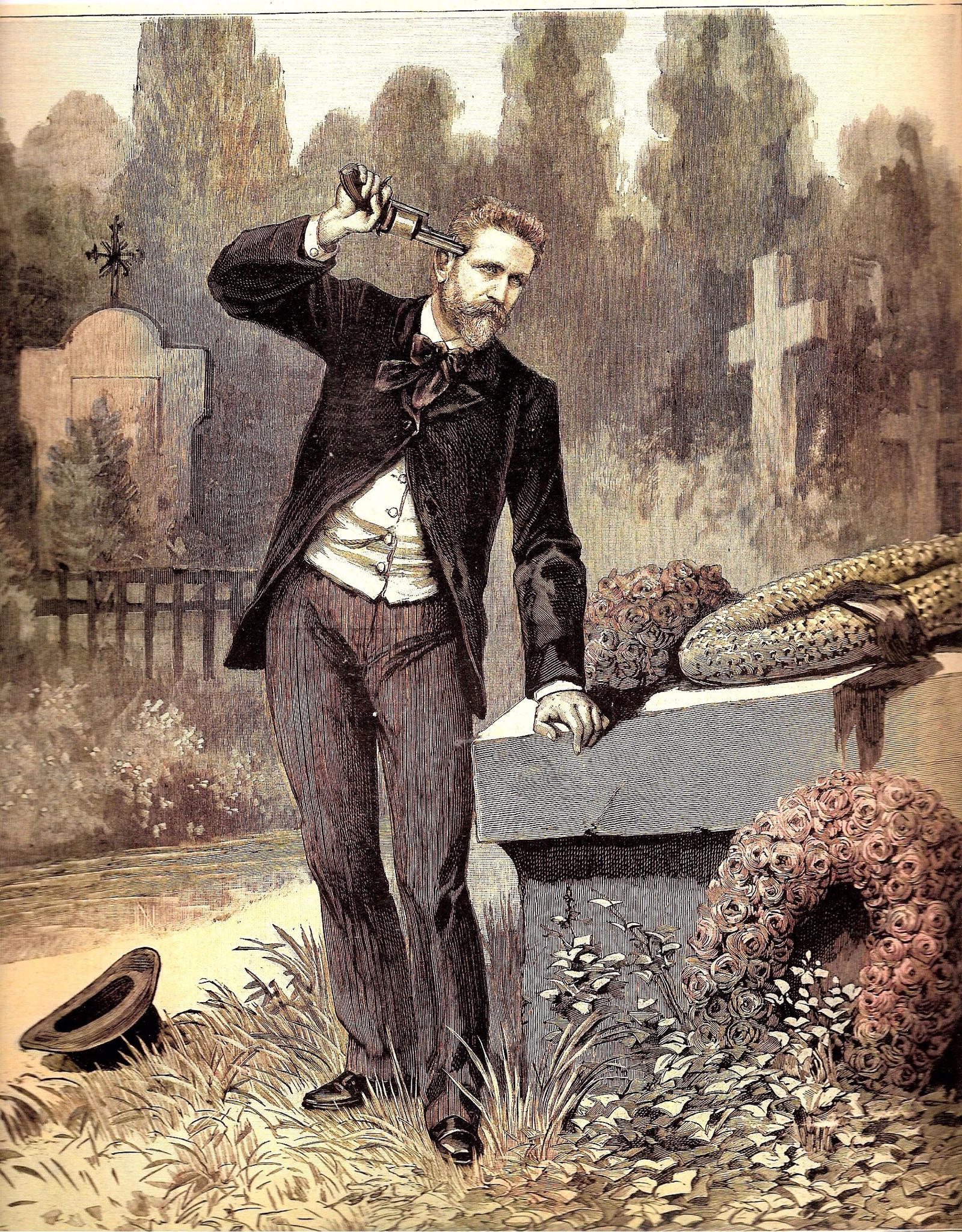
Le suicide du général Boulanger à la une du supplément illustré du Petit Journal, 10 octobre 1891.

En mai 1890, se déroule l'élection que l'on a appelle la Bataille Académique car treize candidats, et pas des moindres, s'affrontaient, dont Pierre Loti, Émile Zola, Henry Houssaye, Henry Becque, Paul Thureau-Dangin. Paul Thureau-Dangin arrive en tête avec huit voix, mais il n'obtient pas la majorité. Après sept tours de scrutin, l'élection est reportée. C'est à ce moment-là qu'intervient Paul Masson. Connaissant parfaitement les délais de bouclage de chaque publication et leur impossibilité à vérifier l'information en temps, il expédie une lettre de désistement de chacun des treize candidats à treize journaux. L'affaire a un large retentissement.
S'ensuit alors une série de canulars et d'usurpations. Il use de lettres envoyées à toutes les rédactions, usurpant les noms et signatures de personnalités connues, qui souvent sont publiées sous la forme de communiqués, engendrant une série de malentendus, de rectificatifs, d'un bel effet comique. Quand il n'usurpe pas le noms de personnalités, il utilise le pseudonyme de Lemice-Terrieux. Il est qualifié de farceur ou de fumiste mais n'ayant pas fait partie des Hydropathes par les médias de son temps. Sont ainsi victimes, entre autres Numa Gilly, Ivan de Woestyne, Ernest Meissonnier et surtout une bonne partie de la presse parisienne.
En avril 1891, il participe au Salon des Gens de Lettres avec un dessin dans l'inspiration de Jean-Louis Forain, intitulé Tête sous un voile. Il expose en personne au Salon Poil et Plume qui réunit les œuvres des littérateurs-peintres. La sienne, un pastel intitulé Mon Idéïal. L’œuvre représente un chose portrait de femme voilée. Paul Masson fréquente avec ses amis de l'Ermitage, le Café François-Ier du boulevard Saint-Michel où Paul Verlaine rencontra Oscar Wilde,.
Le 12 juillet 1891, Georges Montorgueil avec lequel il a une longue correspondance et qui apprécie ses facéties reçoit une lettre d'un Lemice-Terrieux qui dit que Lemice-Terrieux n'est pas Paul Masson. Georges Montorgueil se renseigne alors auprès de Paul Masson qui lui répond en novembre 1891 qu'il est agacé par cet homonyme.
Il écrit les Réflexions et pensées du général Boulanger, Extraites de ses Papiers et de sa Correspondance intime. La préface de ce volume de 296 pages, paru chez l’éditeur Albert Savine, anonymement et signée de trois astérisques. Le journal Le Gaulois du 8 juillet 1891 se porte garant de l’authenticité de l’ouvrage et affirme que les notes ont été classées et colligées avec le plus grand soin par le général lui-même. Le général a quitté la France pour se réfugier à Bruxelles auprès de sa maîtresse, madame de Bonnemains, depuis le 1er avril 1889. À peine le livre est-il paru que madame de Bonnemains meurt de phtisie le 16 juillet. Incapable de lui survivre, le général se suicide sur sa tombe au cimetière d’Ixelles (Bruxelles), le 30 septembre 1891. De nombreuses réflexions du livre qui lui est attribué ont pour objet, précisément, le suicide. L’éditeur Savine, avec ou sans l’autorisation de l’auteur véritable, change la couverture et la page de titre du livre qui devient Pensées d’un faussaire, toujours sans nom d’auteur, mais avec la même préface.
L’assimilation de Lemice-Terrieux (Lemice-Térieux selon Colette) à Paul Masson, vient d'un article À travers l’actualité, Lemice-Terrieux, signé Marcel Huart, paru dans La Revue contemporaine du 15 mai 1890. Marcel Huart, qui ne cite jamais le nom de Paul Masson, prétend avoir retrouvé Lemice-Terrieux au Chat noir. Marcel Huart présente Lemice-Terrieux comme : « une belle tête de vieillard, le visage est rasé de frais, les yeux pétillent de malice, le front est découvert, les cheveux blancs sont encore abondants et longs. Le costume simple, un peu débraillé. Marcel Huart se montre fort bien documenté, et cite avec précision Georges Montorgueil, dont François Caradec, un siècle plus tard, a exploité pour ses recherches sur Lemice-Terrieux, des papiers personnels. Dans son livre Mes apprentissages, Colette parle de Paul Masson comme d'un célibataire, tôt vieilli. Dans la nouvelle Le Képi, elle raconte  la scène suivante : « Paul Masson, qui se glissait parmi la petite foule ameutée, tirait de sa serviette d’avocat des images qui n’étaient point de piété et les distribuait, impartial dans le crime, aux écoliers comme aux écolières. Pour occuper les longues veillées d’hiver, leur murmurait-il... ». Il se considère comme  le fils légitime de Gaston de Flotte.

### Dernières années

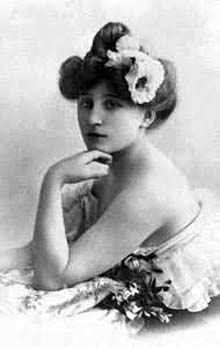
Colette, dont Paul Masson fut l'ami lors de ses jeunes années.

En mai 1893, il pose sa candidature à l'Académie française.
Au mois d’avril 1894, Paul Masson fait une conférence sur La Fumisterie et les Fumistes depuis les temps les plus reculés jusqu’à nos jours. Henri Mazel en fait le compte-rendu dans L’Ermitage d'avril 1894. Étant représentant pour la France d’une marque anglaise de poêles et de cheminées, les invités furent donc leurs propres victimes, car ils durent écouter une étude très sérieuse, très polie, très technique, sur la fumisterie industrielle et tous les modes historiques de chauffage depuis le brasier de Julien l’Apostat jusqu’au four crématoire de Milan. La conclusion fut naturellement en faveur de la marque représentée par Masson, supérieure à tous les autres poêles roulants et mobiles, décorés d’un nom polonais ou mythologique. Huit mois plus tard, Le Voltaire du 29 novembre 1894 affirmera que la conférence n’eut jamais lieu.
En 1894, il séjourne tout l'été à Belle-Île-en-Mer avec Willy et Colette qui après une sérieuse maladie est en convalescence . Paul Masson passe régulièrement au chevet de Colette, lui fait la lecture et ont ensemble, des joutes verbales qu'elle considère comme drôles et savantes. Colette dira de lui : Mon premier ami, le premier ami de mon âge de femme» et grand mystificateur...
La même année, il écrit au président Jean Casimir-Perier, en se référant à son extrême sévérité de Chandernagor, pour présenter sa candidature au poste de bourreau en remplacement de Louis Deibler, l’exécuteur de Ravachol et Caserio. Toujours en 1894, il présente deux œuvres aux Arts incohérents. En 1896, sort le livre Les Voyants de Tilly-sur-Seulles écrit par le Vicomte de Granville, pseudonyme d'Arnould Galopin et dont la préface est de Pierre Maurer, aumônier de l'hospice des Frères Saint-Jean de Matha, pseudonyme de Paul Masson. 
Paul Masson est interviewé pour le journal Le Soir, en avril de la même année et se défend que certains canulars sont l’œuvre d'autres personnes dont Jean-Louis Forain (canular du Champ de Mars), Pierre Veber (canular sur les pianos envoyé à madame de B), Marcel Schwob (canular de la société d'omnibus) et Léon Daudet. Georges Montorgueil, se renseigne auprès de Marcel Schwob mais ce dernier ne l'éclaire pas. Auguste Lacaussade est victime d'un homonyme de Lemice-Terrieux, qui empoisonne les dernières années de sa vie (Paul Masson s'emparera tout de même de la paternité d'une des fausses lettres envoyé par Lacaussade). Après le mort de Paul Masson, Auguste Lacaussade demandera à ses proches, de cacher sa mort pour être tranquille du deuxième Lemice-Terrieux.
Le Gaulois du 23 juillet 1896 publie une lettre de Paul Masson qui annonce sa candidature à l’Académie Goncourt.
Un témoignage de Pierre Dufay, paru dans Le Progrès de Loir-et-Cher du 22 novembre 1896, reproduit une lettre de Paul Masson du 22 octobre 1896 où il se dit en proie, pour le moment, à une maladie de nerfs atroce. Il y est écrit que Paul Masson est dans sa famille, loin de Paris.
Le 18 juin 1896, Monsieur Geoffroy, juge d’instruction au tribunal de première instance de la Seine, adresse au préfet de police une lettre qui demande un spécimen de l’écriture de Paul Masson. Monsieur Geoffroy veut comparer l'écriture de Masson avec l’original d’un télégramme adressé sous la signature de Monsieur Vigné à Monsieur le maire de Sète, pour lui annoncer que Monsieur Salis était gravement malade. Monsieur Geoffroy souhaite démasquer Lemice Terrieux. Paul Masson aurait-t-il pris peur ? Il pouvait savoir ce qu’une action en justice, dans laquelle étaient impliqués deux députés influents, Jacques Salis et Paul Vigné d'Octon, risquait de lui coûter, qu’il fût ou non ce Lemice-Terrieux.
Dans l'ouvrage Portraits intimes, Adolphe Brisson, se rend cher Paul Masson qui avoue être Lemice-Terrieux mais qu'il est un peu fatigué de ce métier et qu'il attend, pour se retirer, qu'un autre Lemice-Terrieux, plus malin que lui, amuse la galerie à ses dépens,.

### Décès
Il part faire une cure à Aix-les-Bains mais, son état ne s'améliorant pas, il rejoint Strasbourg pour loger chez ses frères. Le 30 octobre 1896, il prend le train pour Paris mais ils s'arrête à la première station et retourne à Strasbourg.
Il se suicide à Strasbourg, le 31 octobre 1896, à l'âge de 47 ans. Son suicide est relaté par Colette dans son livre Mes apprentissages : Il fit une fin classique d’homme facétieux : au bord du Rhin, il appliqua contre ses narines un tampon imbibé d’éther, jusqu’à perdre l’équilibre. Il tomba, et se noya dans un pied d’eau . L'acte mortuaire de Paul Masson, indique que son cadavre a été retiré de l'Ill, près du barrage de la Robertsau, le 7 novembre,. 
S’il n’y a pas de preuves qu’il y ait un lien entre l'enquête lancée contre lui, sa maladie, puis son suicide, on peut cependant se demander si le mystificateur taciturne, l’humoriste mélancolique n’était pas rattrapé par son œuvre.
La nouvelle de sa mort ne persuade personne et une lettre signée Lemice-Terrieux est publiée dans des journaux, qui dément sa mort. Le lendemain, le journal Le Temps publie son acte officiel de décès. Il est mort sans avoir été marié et en n'ayant aucune descendance. Il est inhumé au Cimetière Saint-Urbain de Strasbourg avec ses parents et frères.

## Mystifications
Quelques-unes de ses mystifications :
- À Pondichéry, il fait croire à l'introduction d’une gondole vénitienne sur un affluent du Gange en s'y promenant lui-même à bord d'une gondole[3].
- Il rédige de nombreuses notices de faux ouvrages à la Bibliothèque nationale de France dont Recherches sur les peintres aveugles, Dictionnaire des combles, Dictionnaire des diminutifs et Essai sur les bibliothèques des Mérovingiens.
- Il envoie un télégramme adressé sous la signature de Paul Vigné d'Octon, au maire de Sète, pour lui annoncer que Jacques-Michel Salis est gravement malade.
- Il fait annoncer son mariage avec mademoiselle Tittée, jeune dahoméenne, qui habite au jardin d'acclimatation et dont Maurice Barrès prononcera l'allocution dans la chapelle bouddhique du musée Guimet[32],[33].
- Il fait éditer des cartes de visite au nom de Philippe d'Orléans pour remercier ses défenseurs lors de son emprisonnement[32].
- Trois poètes postulent pour entrer à l'Académie française. Paul Masson leur fait écrire, à tous trois, le même jour, une lettre, où ils déclarent se désister[28].
- Il rédige les mémoires de jeunesse de Bismarck où tout est inventé.
- Il publie le livre intitulé Les Trains éperons, projet d'un dispositif aussi commode qu'infaillible pour prévenir tout accident de chemin de fer. Un grossier schéma accompagnait ce travail. Paul Masson s'était faufilé à la séance du 7 septembre 1891. Quand il voit son humble volume entre les mains de Joseph Bertrand, secrétaire perpétuel, il éprouve un grand saisissement. Joseph Bertrand le feuillette d'un doigt distrait et prononce cette phrase « Renvoyé à la commission des chemins de fer !»[28].
- Il déclare qu'il a inspiré Henriette Couédon, une des plus célèbres voyantes de l'époque et qu'elle était son élève.
- À la suite de la mort de Jules Simon, Le Figaro écrit que l’empereur d’Allemagne a rédigé une dépêche en son honneur, information reprise dans plusieurs journaux diplomatiques, avant qu’on ne révèle qu’il s’agit d’un faux commis par Paul Masson[34].
- Il envoie une lettre de démission de la part d'Adolphe Maujan après qu'il soit élu[35].
- Il fait croire aux gens, qu'il a créé une société pour la fabrique de conserve de sauterelle[36].
- Il fait croire en l'existence d'un tombeau d'une princesse russe au Père Lachaise et dont l'emplacement est introuvable[37],[38].
- Il fait envoyer des faire-parts de naissance de la part d'un couple âgé[39].
- Il fait livrer de la bière par des croque-morts chez un monsieur qui donne un grand diner[39].
- Il fait livrer 10 baignoires en 5 heures chez une personne qui vient de passer une nuit blanche[39].
- Quand la police recherche une personne, il apporte la nouvelle de l'arrestation avec tous les détails complets dans un faux article[39].
- Il fait convoquer au Palais de l'Élysée pour un 1er avril, vingt-quatre députés de la majorité sous le prétexte que le Président préparait un remaniement ministériel et les attendait d'urgence pour leur confier un portefeuille. Sur le nombre, dix-neuf eurent la naïveté de se rendre à cette convocation.
- Il écrit les Réflexions et pensées du général Boulanger, Extraites de ses Papiers et de sa Correspondance intime. La préface de ce volume de 296 pages, paru chez l’éditeur Albert Savine, anonymement et signée de trois astérisques. Le journal Le Gaulois du 8 juillet 1891 se porte garant de l’authenticité de l’ouvrage et affirme que les notes ont été classées et colligées avec le plus grand soin par le général lui-même.
- Il se fait passer pour Joseph de Rozario, propriétaire, qui fait le récit de l’expulsion des Jésuites de Chandernagor. Il est envoyé au frais de l'état pour enquêter et en profite pour voyager.
- Lors d'une somptueuse réception, il est déguisé en maître d’hôtel, décommande les invités au fur et à mesure qu’ils se présentent.
- Il invite des convives pour festoyer en grande tenue dans un hôtel particulier dont les propriétaires sont tranquillement installés en charentaises dans leur canapé.

## Œuvres
- De la jouissance des droits civils ; de la privation (mémoire de licence en droit reproduite), Nancy, Lepage, 1869, 151 p. (BNF 36840124) ;
- Fantaisie mnémonique sur le salon de 1890 (Champs-Élysées), suivie d'un Essai statistique établi conformément aux données les plus récentes de la science et d'une Promenade au salon du Champ-de-Mars, Paris, Genonceaux, 1890, II + 352 (BNF 36566690) ;
- Les Trains-Éperons : projet d'un dispositif aussi commode qu'infaillible pour prévenir tout accident de chemin de fer par collision ou tamponnement, Paris, impr. du Fort-Carré (Ch. Collet), 1891, 6 p. (BNF 36566692) ;
- Georges Boulanger : extraits de ses papiers et de sa correspondance intime, Paris, Savine, 1891, XIII + 294 (BNF 30904510) ;
- Prince de Bismarck. Carnet de jeunesse, Paris, Flammarion, 1893, 166 p. (BNF 30904504) ;
- L'Hypothèque de l'honneur, projet de loi ayant pour but de supprimer à bref délai la plupart des duels en France, Baugé, impr. de Daloux, 1895, 7 p. (BNF 30904506) ;
- Le Tsar dans le proverbe russe, Baugé, impr. de Daloux, 1895, 12 p. (BNF 30904513) ;
- Les Pensées d'un Yoghi, Paris, Léon Vanier, 1896, 86 p. (BNF 30904508) ;
- Nouvelle à la main, Paris, 1890 ;

## Mémoire
- Henri Mazel évoque Paul Masson dans un livre qui est resté au fond de ses tiroirs, Souvenirs de mon Ermitage mais dont quelques passages figurent dans la Petite histoire littéraire du Mercure du 1er mai paru en 1938[21].
- Paul Masson est également l'un des personnages de la nouvelle de Colette intitulée Le képi, 1943.
- En 1900 est fondée la Société des Continuateurs de Paul Masson, par Willy qui a pour but d’entretenir et d'accroitre les collections entreprises et que le public pourra admirer. Paul Masson consacrait sa fortune a acheter des objets rares et inestimables[40].
- Dans Le Monde illustré du 28 mars 1936, un article sur les farceurs et poissons d'avril évoque Paul Masson[41].
- Georges Fourest lui dédie La Négresse blonde (A la mémoire de Pol Maçon) en 1909.
- Paul Masson est l’un des personnages principaux du roman de Colette, L’Entrave sous le nom de Masseau.
- Paul Masson apparait dans le roman de Colette, La vagabonde sous le nom de Hamond.

## Décorations et distinctions
- Commandeur du Nicham Iftikar.
- Membre correspondant de l'Académie Hippone.